# Neotenerus tuberculatus
Neotenerus tuberculatus is een keversoort uit de familie mierkevers (Cleridae). De wetenschappelijke naam van de soort is voor het eerst geldig gepubliceerd in 1906 door Schenkling.